# Otis Blue
Otis Blue: Otis Redding Sings Soul, beter bekend als Otis Blue is een album uit 1965 van de Amerikaanse Soulartiest Otis Redding. Het is zijn derde album en is de opvolger van The Great Otis Redding Sings Soul Ballads. 
Het album bestaat grotendeels uit covers van andere soulartiesten en werd, op één nummer na, binnen 24 uur opgenomen in de Stax Recording Studios in Memphis, Tennessee. 
Drie van de elf nummers werden geschreven door Redding zelf:  "Ole Man Trouble", "Respect", and "I've Been Loving You Too Long". Drie nummers werden geschreven door Sam Cooke, een soulzanger die enkele maanden daarvoor was gestorven. Redding werd bij de opnames begeleid door Stax huisband Booker T. & the M.G.'s, een hoornsectie van leden van The Mar-Keys en The Memphis Horns en pianist Isaac Hayes.
Het album staat op nummer 74 in een lijst van de 500 beste albums aller tijden samengesteld door het tijdschrift Rolling Stone.

## Tracks
1. "Ole Man Trouble" - 2:55 - (Otis Redding)
2. "Respect" - 2:05 - (Otis Redding)
3. "A Change Is Gonna Come" - 4:17 - (Sam Cooke)
4. "Down in the Valley" - 3:02 - (Solomon Burke)
5. "I've Been Loving You Too Long" - 3:10 - (Otis Redding)
6. "Shake" - 2:35 - (Sam Cooke)
7. "My Girl" - 2:52 - (Smokey Robinson)
8. "Wonderful World" - 3:00 - (Sam Cooke)
9. "Rock Me Baby" - 3:20 - (B.B. King)
10. "Satisfaction" - 2:45 - (The Rolling Stones)
11. "You Don't Miss Your Water" - 4:53 - (William Bell)